# Гленлівет
Гленлівет — британське офшорне газоконденсатне родовище, розташоване в Атлантичному океані за 90 км на північний захід від Шетландських островів та за 17 км на північ від родовища Edradour.

## Характеристика
Гленлівет виявили у 2009 році в районі з глибиною моря 435 метрів внаслідок спорудження напівзануреним буровим судном Transocean Rather розвідувальної свердловини 214/30А-2, довжина якої досягла 2333 метрів. Для оцінки відкриття також спорудили два бокових стволи. Вуглеводні виявили на глибині 2270 метрів під морським дном у пісковиках палеоцену.
Розробка Гленлівет передбачає використання двох видобувних свердловин, які спорудило напівзанурене бурове судно West Phoenix. Завдяки ранній мобілізації — вже у березні, одразу після найсильніших зимових штормів — вдалось виконати розраховану на сезони 2017 та 2018 програму за перший рік.
Продукція видавається через газопровід довжиною 35 км та діаметром 300 мм, що проходитиме повз Edradour до врізки в систему, яка обслуговує родовища Лагган і Тормор. В зворотньому напрямку через трубопровід діаметром 150 мм подається необхідний для попередження процесу гідратоутворення моноетиленгліколь. При цьому якщо експортний газопровід у кожного родовища свій, то лінія моноетилегліколю — спільна, і після 17 км вона має відгалуження до маніфольду Edradour. З останнього до маніфольду Гленлівет також прокладено допоміжну комунікацію (umbilical), яка забезпечує подачу електроенергії, передачу команд та гідравлічних зусиль.  
Управління ходом видобутку здійснюває дистанційно з Шетландського газопереробного заводу у Sullom Voe, куди в підсумку надходить вся продукція зазначеної системи родовищ (і з якого починається лінія подачі моноетиленгліколю). Від ГПЗ підготований газ, з якого вилучили конденсат, потраплятиме до газопроводу SIRGE.
Для прокладання жорстких та гнучких трубопроводів задіяли судна компанії Technip — Deep Energy та Skandi Africa.
За планом видобуток на Гленлівет мав розпочатись наприкінці 2018-го, проте його вдалось ввести в експлуатацію більш ніж на рік раніше — у серпні 2017-го, при цьому зекономили біля 30 % первісно розрахованого бюджету.
За проектом розробки Гленлівет та Edradour їх спільні видобувні запаси на момент початку видобутку визначені як 65 млн барелів нафтового еквівалента (для «сухого» газу це б склало біля 10 млрд м3), з яких абсолютна більшість відноситься до газу (для Гленлівет на 1 тисячу м3 газу припадає лише 0,6 бареля конденсату).
Розробку родовища, розраховану на період 15 років, здійснює консорціум у складі енергетичного гіганту Total (80 %, оператор) та компанії DONG (20 %).